# Sjoerd Stapert
Sjoerd Stapert (Lemmer, 9 november 1735,  6 november 1816), was de jongste zoon van Jouwert Stapert en Tetje Nannes. Hij was net als zijn vader waterbouwkundige, aannemer en scheepsbouwer. In Lemmer was hij bekend onder de naam Sjoerdbaas.
Hij was een patriot en werd 16 juni 1795 in de grietenij Lemsterland tot lid van het bestuur der provincie Friesland gekozen.
Op 15 Juli 1795 werd hij door dat bestuur benoemd tot architect van 's lands werken in Friesland. Zijn zaken gaf hij aan zijn zoons over. Hierdoor was hij betrokken bij veel waterstaatswerken in Friesland.
Deze functie hield hij totdat de verdeling van de Bataafse Republiek in provinciën gewijzigd werd in een verdeling in departementen. Hij kwam nu volgens een besluit van het Uitvoerend Bewind van 14 juli 1800 in dienst van de Republiek als commissaris-inspecteur van de waterstaat voor de departementen Eems en Oude IJssel, samen met Johannes  Sabrier van Rijnland. Zijn standplaats werd Leeuwarden.
Deze betrekking heeft hij tot 1 november 1803 vervuld, toen hij bij besluit van het Staatsbewind van 14 oktober 1803 te voren buiten dienst gesteld werd en weer in Lemmer ging wonen.
Hij trouwde op 20 november 1757 met Minke Barre, bij wie hij 2 zonen en 5 dochters had.
- Biografisch Portaal: 38917190